# Ko Phi Phi Don

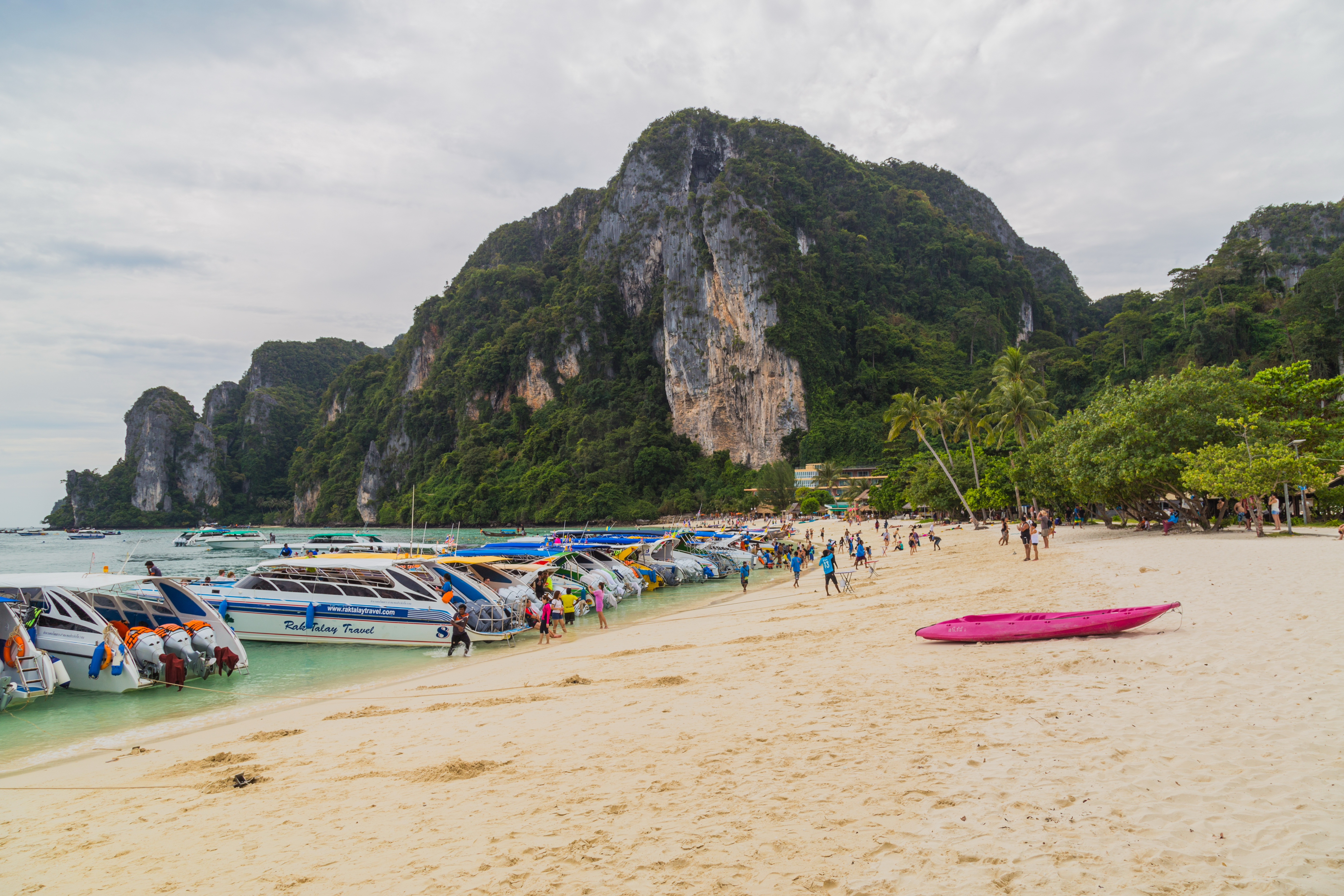
A praia de Ton Sai

Ko Phi Phi Don (em tailandês: เกาะพีพีดอน; AFI: /kɔ̀ʔ pʰīː.pʰīː dɔ̄ːn/) é a maior ilha do arquipélago das Phi Phi, no mar de Andamão, na costa sudoeste da Tailândia. Administrativamente pertence ao subdistrito de Ao Nang da província de Krabi. Faz parte do Parque Nacional de Hat Noppharat Thara-Mu Ko Phi Phi e é a única ilha com habitantes permanentes, embora a maior parte deles sejam trabalhadores temporários empregados nos serviços turísticos.[carece de fontes?]
Como as restantes ilhas do arquipélago, Phi Phi Don é uma ilha não vulcânica maioritariamente constituída por calcário. Tem a forma de praticamente duas ilhas alongadas na direção noroeste-sudeste ligadas por uma estreita faixa de terra na direção leste-oeste. É nesta faixa que se situam a maior localidade e a maior parte das estâncias turísticas da ilha.[carece de fontes?]

## Ambiente
Embora a ilha integre a área do Parque Nacional de Hat Noppharat Thara-Mu Ko Phi Phi e por isso seja uma reserva marinha protegida, algumas partes de Phi Phi Don não estão sob a jurisdição do parque, mas da administração local (sigla: TAO) do subdistrito de Ao Nang, cujo orçamento é baseado no número de habitantes permanentes registados, sem ter em conta os visitantes. Dado que grande parte dos habitantes de facto têm a sua residência oficial noutras partes da Tailândia, o orçamento da TAO de Ao Nang para as ilhas Phi Phi era apenas cerca de 170 milhões de bates (cerca de 4,6 milhões de euros ou 20 milhões de reais) por ano em 2018, o que, por ser insuficiente, contribui para sérios problemas ambientais.
O conjunto das Phi Phi produziram uma média de 25 toneladas por dia de resíduos sólidos em 2014. Esse número sobre para 40 toneladas diárias durante a época alta do turismo, entre novembro e abril. Todos os turistas que chegam a Phi Phi Don pagam uma taxa de 20 bates (cerca de 0,5 €) no cais de Ton Sai para ajudar a "manter Ko Phi Phi limpa". Esse dinheiro, que chegou aos 20000 (500 €) por dia em 2014 é entregue a uma empresa privada para recolher  cerca de 20 toneladas de lixo da ilha e levá-las para Krabi para serem tratadas. Em 2014, a TAO de Ao Nang pagou 600 000 bates por mês por esse serviço. O dinheiro cobrado aos visitantes é cerca de um terço da importância necessária para tratar devidamente os resíduos sólidos gerados pela atividade turística.
Segundo um estudo duma equipa da Faculdade de Engenharia da Universidade de Kasetsart, Phi Phi Don sofre gravemente de falta de água potável. O problema tem origem no facto do período de poucas chuvas coincidir com a estação alta do turismo, e é agravado pelo tratamento inadequado das águas residuais. Durante o período mais seco do ano, de novembro a abril, a ilha está cheia de turistas, o que causa um grande aumento do consumo de água. Não há chuva para encher as duas lagoas de água doce que são as únicas fontes de água canalizada na ilha. O abastecimento limitado provoca o aumento do custo da água canalizada, levando a que pessoas e empresas construam poços para extrair água subterrânea, o que faz baixar o nível freático. A redução dos níveis de água dos aquíferos permite que a água do mar se misture com as águas subterrâneas. Além disso, a estação de tratamento de águas residuais da ilha não tem capacidade para tratar a água residual gerada, o que significa que a água residual excedente vai para o mar sem tratamento, onde também vai contaminar a água subterrânea. Tendo em atenção a falta de investimento em infraestruturas, o líder da equipa de investigadores de Kasetsart recomendou que o número de visitantes fosse limitado à capacidade de carga da ilha: entre 12 e 27 mil visitantes por dia.

## Tsunami de 2004
Em 26 de dezembro, o tsunami do Índico provocou mais de mil mortos. O local mais fustigado foi a baía de Lohdalum, onde foram destruídos a maior parte dos bangalós e restaurantes ao longo da praia. Houve três grandes vagas; a primeira inundou a baía de Lohdalum; a segunda destruiu todos os edifícios de madeira e a terceira, a maior, arruinou os edifícios de pedra como se eles fossem feitos de areia. O tsunami durou apenas três minutos, das 10:29 às 10:32, mas quase destruiu toda a ilha.[carece de fontes?]